# شوجو ساكوراي
شوجو ساكوراي (باليابانية: 桜井 鐘吾) (3 أبريل 1984 في كيوتو في اليابان – )؛ هو لاعب كرة قدم ياباني سابق كان يلعب كمهاجم.

## وصلات خارجية
- شوجو ساكوراي على موقع رابطة كرة القدم اليابانية للمحترفين (اليابانية)